# Religieuze antropologie
Religieuze antropologie of godsdienstantropologie is een onderdeel van de culturele antropologie dat zich vooral richt op de religie van de groep mensen (maatschappij) die zij onderzoeken. Daarbij wordt niet alleen de religie zelf onderzocht, maar ook de invloeden van die religie op economische, politieke en sociale vlakken binnen die groep.
Religieuze antropologie is niet hetzelfde als theologie.
In hun comparatieve studie van religies onderzoeken antropologen fenomenen als godenverering, offers, gebeden, profetie, mythe, verboden of taboes, waarzeggerij en initiatierites.

## Specifieke religieuze praktijken en geloven
| - Amulet - Apotheose - Apotropaeïsche handeling - Animisme - Astrologie - Autoriteit - Bovennatuurlijk - Contactmagie - Cultus - Demon - Dodenbezweerder - Divinatio - Esoterie - Exorcisme - Fetish - Gebed - Genius - God - Geest - Geneeskunde | - Homeopathische magie - Icoon - Kachina - Ketterij - Kwaad - Magie en religie - Mana - Manna - Masker - Mirakel - Monotheïsme - Mythe - Mysteriecultus - New age - Offer - Onsterfelijkheid - Pijn - Profetie - Religieuze extase - Rite de passage - Westerse esoterie | - Ritus - Shamanisme - Supplicatio - Talisman - Tarot - Theïsme - Totemisme - Toverspreuk - Voedsel - Voorbede - Voorteken - Vooroudercultus - Wedergeboorte - Westerse mysterietraditie |